# Tin Machine Live: Oy Vey, Baby
Albums de Tin Machine
Tin Machine II
(1991)
Tin Machine Live: Oy Vey, Baby est le dernier album de Tin Machine. Enregistré durant la tournée It's My Life de 1991-1992, il est sorti en juillet 1992 chez London Records.

## Histoire
Le titre, une idée du batteur Hunt Sales, est une parodie du Achtung Baby de U2, oy vey étant une interjection anglaise d'origine yiddish. Un deuxième album était prévu sous le titre Use Your Wallet en référence à Use Your Illusion I & II de Guns N' Roses, mais il n'est jamais édité en raison de l'échec commercial de celui-ci.
En effet, Tin Machine Live: Oy Vey, Baby passe largement inaperçu à sa sortie et les rares critiques sont négatives. C'est le seul album de David Bowie, à l'exception de son tout premier, à ne pas être entré dans le classement des meilleures ventes britanniques. Néanmoins, le magazine français Rock & Folk en a fait son album du mois à sa sortie.[réf. souhaitée]
Il existe également une vidéo de Tin Machine intitulée Oy Vey, Baby. Contrairement à l'album, qui inclut des titres de différentes dates de la tournée, elle documente une performance unique du groupe : le concert du 24 octobre 1991 aux Docks de Hambourg, en Allemagne.

## Fiche technique

### Chansons
| No | Titre                                                                                        | Auteur                              | Durée |
| -- | -------------------------------------------------------------------------------------------- | ----------------------------------- | ----- |
| 1. | If There Is Something (enregistrée le 17 février 1992 au Budokan de Tokyo)                   | Bryan Ferry                         | 3:35  |
| 2. | Amazing (enregistrée le 7 décembre 1991 au Riviera Theatre (en) de Chicago)                  | David Bowie, Reeves Gabrels         | 4:06  |
| 3. | I Can't Read (enregistrée le 20 novembre 1991 à l'Orpheum Theatre (en) de Boston)            | David Bowie, Reeves Gabrels         | 6:25  |
| 4. | Stateside (enregistrée le 27 ou le 29 novembre 1991 à l'Academy of Music (en) de New York)   | David Bowie, Hunt Sales             | 8:11  |
| 5. | Under the God (enregistrée le 10 ou le 11 février 1992 au Kouseinenkin Kaikan de Sapporo)    | David Bowie                         | 4:05  |
| 6. | Goodbye Mr. Ed (enregistrée le 17 février 1992 au Budokan de Tokyo)                          | David Bowie, Hunt Sales, Tony Sales | 3:31  |
| 7. | Heaven's in Here (enregistrée le 27 ou le 29 novembre 1991 à l'Academy of Music de New York) | David Bowie                         | 12:05 |
| 8. | You Belong in Rock 'n' Roll (enregistrée le 7 décembre 1991 au Riviera Theatre de Chicago)   | David Bowie, Reeves Gabrels         | 6:59  |

### Musiciens
- David Bowie : chant, guitare, saxophone alto, saxophone ténor
- Reeves Gabrels : guitare solo, chœurs
- Tony Sales : basse, chœurs
- Hunt Sales : batterie, chœurs, chant sur Stateside
- Eric Schermerhorn : guitare rythmique, chœurs